# اس‌ام‌اس جی۸۵
اس‌ام‌اس جی۸۵ (به انگلیسی: SMS G85) یک کشتی بود که طول آن 83.5 meters بود. این کشتی در سال ۱۹۱۵ ساخته شد.